# Associació del Futbol Argentí
|  | «AFA» redirigeix aquí. Vegeu-ne altres significats a «AFA (automòbil)». |

El futbol argentí és dirigit per l'Associació del Futbol Argentí (AFA) (en castellà: Asociación del Fútbol Argentino). Té la seu a Buenos Aires. És membre de la FIFA i la CONMEBOL.
Té al seu càrrec la selecció de futbol de l'Argentina i organitza el Campionat argentí de futbol, així com el futbol femení i el futbol sala.

## Història
L'Argentine Association Football League va ser fundada el 21 de febrer de 1893. És la federació futbolística més antiga de Sud-amèrica. El 1903 fou reanomenada Argentine Football Association, i el 1912 traduí el seu nom a l'espanyol esdevenint Asociación Argentina de Football.
Una federació paral·lela anomenada Federación Argentina de Football fou fundada el 1912, que posteriorment s'uní a l'AFA. El mateix succeí amb l'Asociacion Amateurs de Football, fundada el 1919 i unida a l'AFA el 1926.
Amb la fusió el 1926 la federació adoptà el nom Asociación Amateur de Argentina de Football i amb la professionaltizació del futbol el 1931 fou anomenada Asociación de Football Amateur y Profesionales. La Liga Argentina de Football es fundà el 1931 i s'uní a l'Asociación de Football Amateur y Profesionales el 3 de novembre de 1934, formant l'actual Asociación del Fútbol Argentino.